# Lewisboro
Lewisboro – miasto w Stanach Zjednoczonych, w stanie Nowy Jork, w hrabstwie Westchester.